# Heilskirche (Bad Hofgastein)

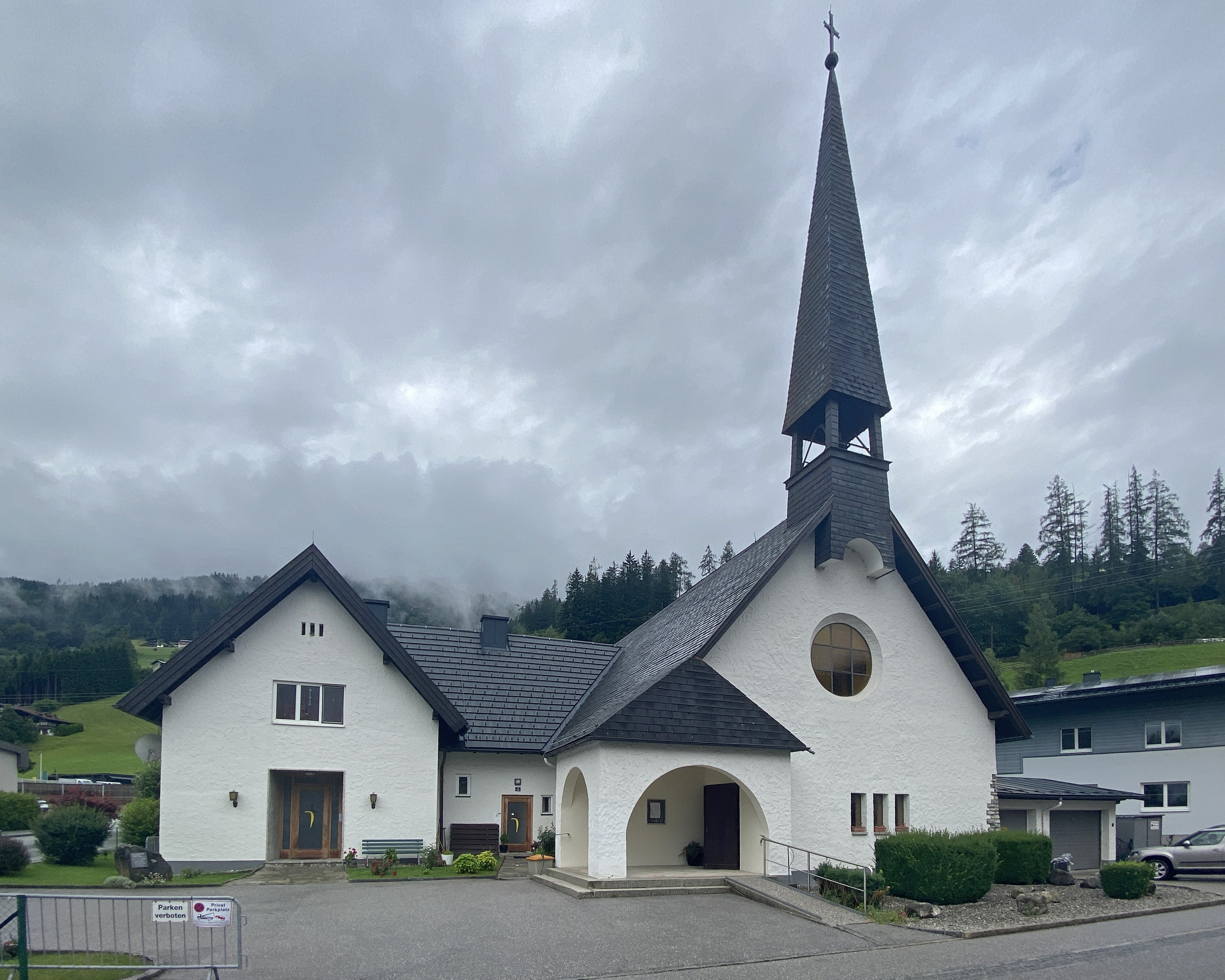
Heilskirche in Bad Hofgastein mit anschließendem Pfarrhaus und Gemeindezentrum

Die Heilskirche ist die evangelische Gemeindekirche von Bad Hofgastein im Land Salzburg. Sie gehört der Evangelischen Superintendentur A. B. Salzburg und Tirol an. Gewidmet ist sie dem Andenken Martin Lodingers († 1559).

## Geschichte

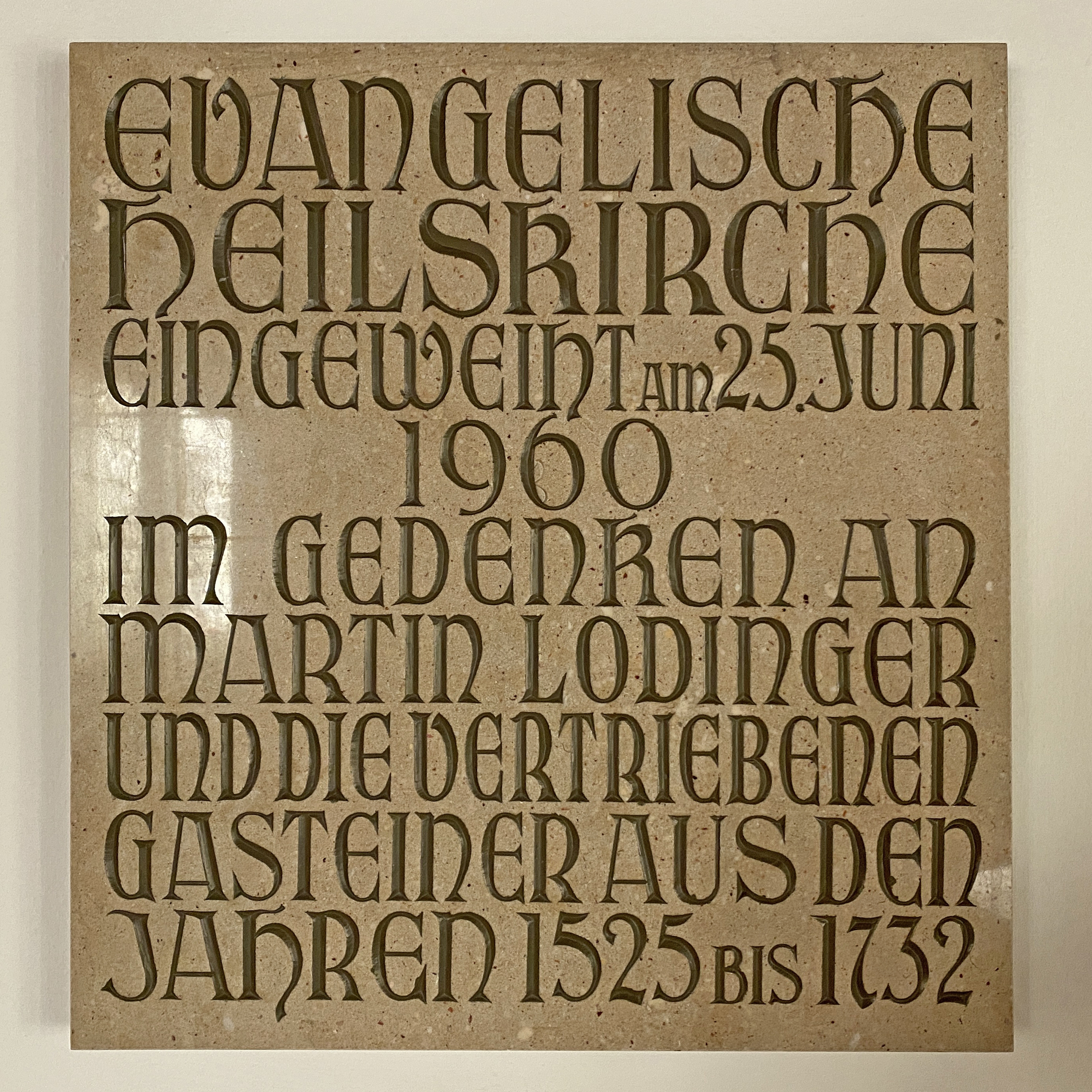
Gedenktafel für Martin Lodinger in der Heilskirche

Im Zusammenhang mit dem Goldbergbau in Gastein hatten sich hier bereits früh protestantisch gesinnte Bergarbeiter niedergelassen. Belegt ist der Gewerke Martin Lodinger, der 1533 auf Anraten Martin Luthers aus religiösen Gründen nach Augsburg übersiedelte. Nach zeitweiliger Duldung des Protestantismus im Fürsterzbistum Salzburg ordnete 1731/32 Fürsterzbischof Leopold Anton von Firmian die Vertreibung der Protestanten (Salzburger Exulanten) aus seinem Herrschaftsgebiet an, von denen die meisten nach Preußen emigrierten.
Erst mit der Entwicklung des Kurbetriebs in Bad Gastein fanden wieder Gottesdienste für evangelische Kurgäste in der 1868 erbauten Christophoruskirche Bad Gastein statt. Die Heilskirche in Bad Hofgastein wurde 1959/60 durch den Architekten Kurt Glondys errichtet. Mit der Einweihung dieses Kirchenbaus am 25. Juni 1960 war zugleich die Verleihung des Status einer selbständigen Pfarrgemeinde an die Evangelischen in Gastein verbunden.

## Architektur
Die im Stil der Heimatschutzarchitektur unter Verwendung alpenländischer Formen errichtete Heilskirche stellt einen mit Satteldach geschlossenen einschiffigen Kirchenbau dar. Der asymmetrisch angelegten, von einem über Kreisfenster vorkragenden Giebeldachreiter bekrönten Fassade ist seitlich die rundbogig geöffnete Eingangshalle angegliedert. Das seitlich angeschlossene Pfarrhaus wurde nachträglich um ein Gemeindezentrum erweitert. Die Chorfenster stammen von Erli Beutel-Windischbauer, das Tauffenster von Rosita Magnus.

Innenansichten
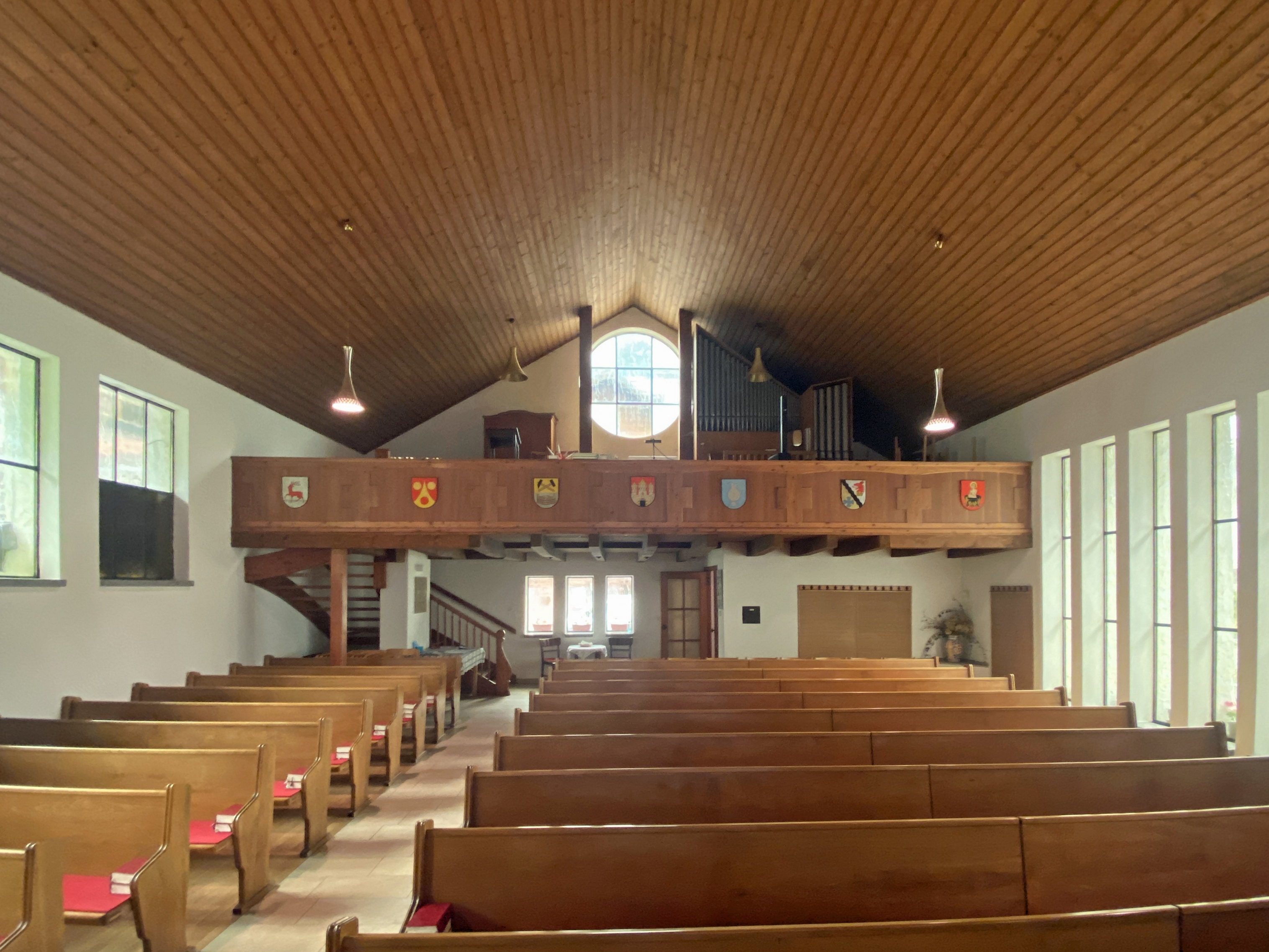
Blick zur Orgelempore
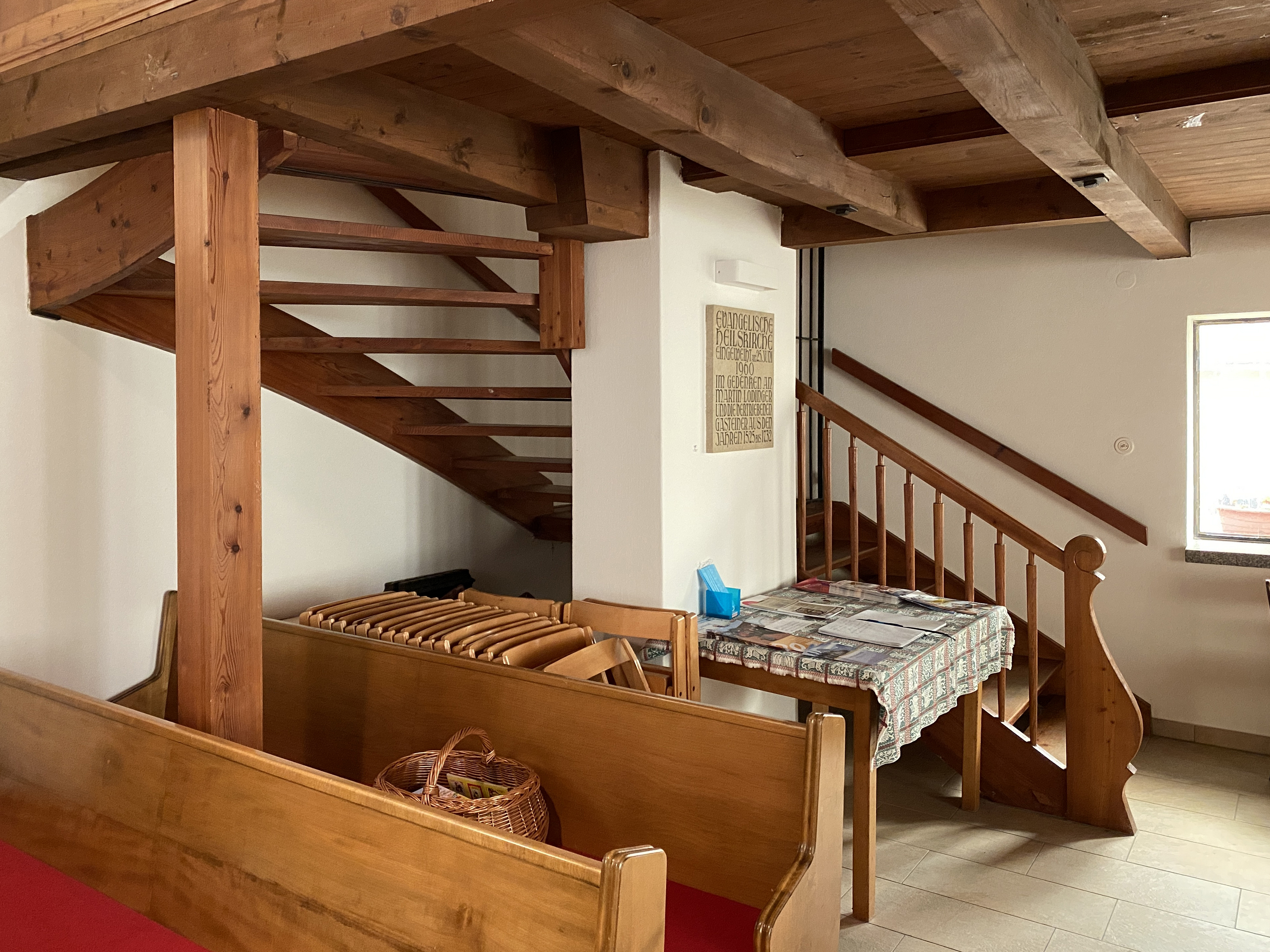
Aufgang zur Orgelempore
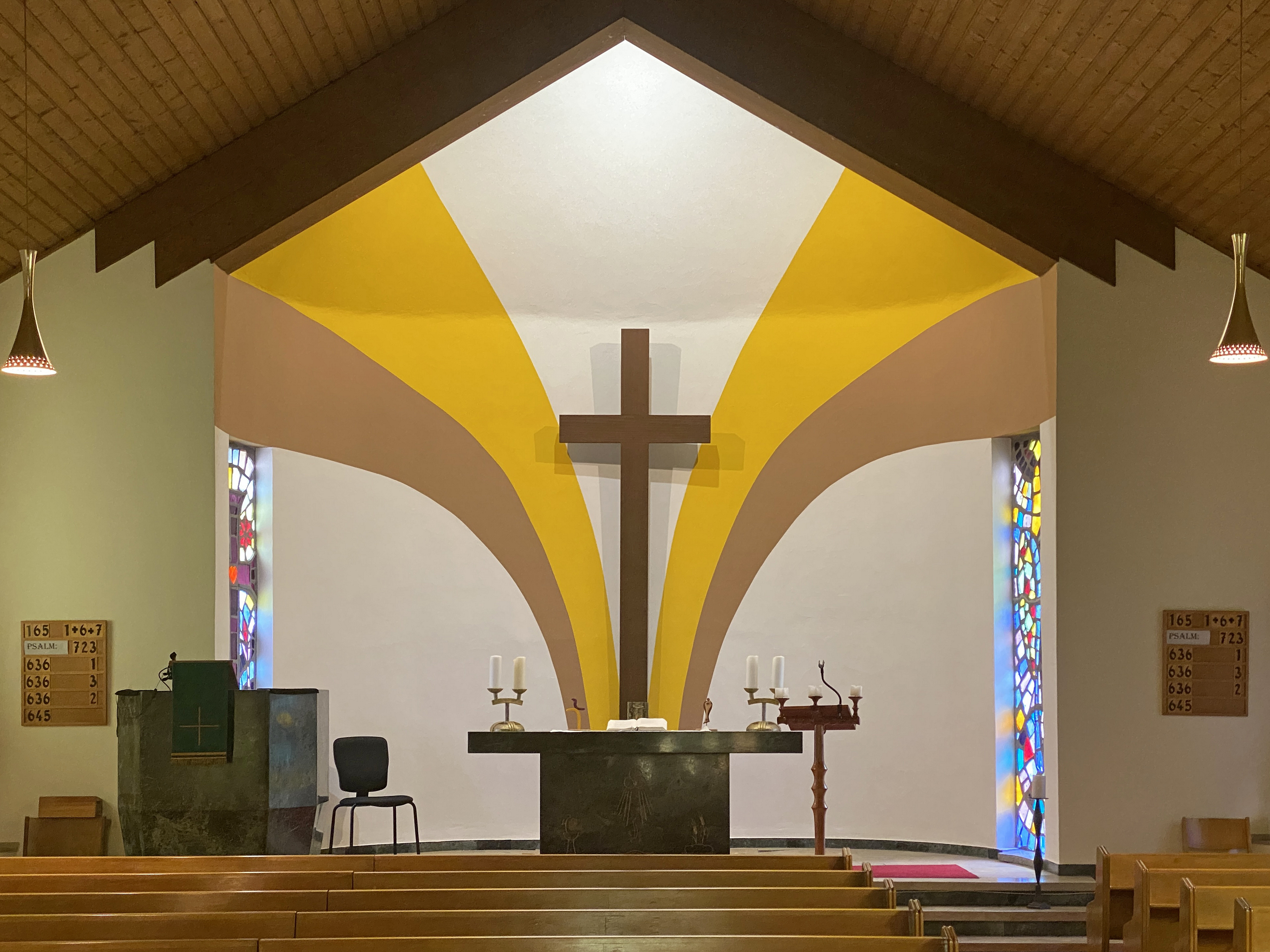
Altarbereich
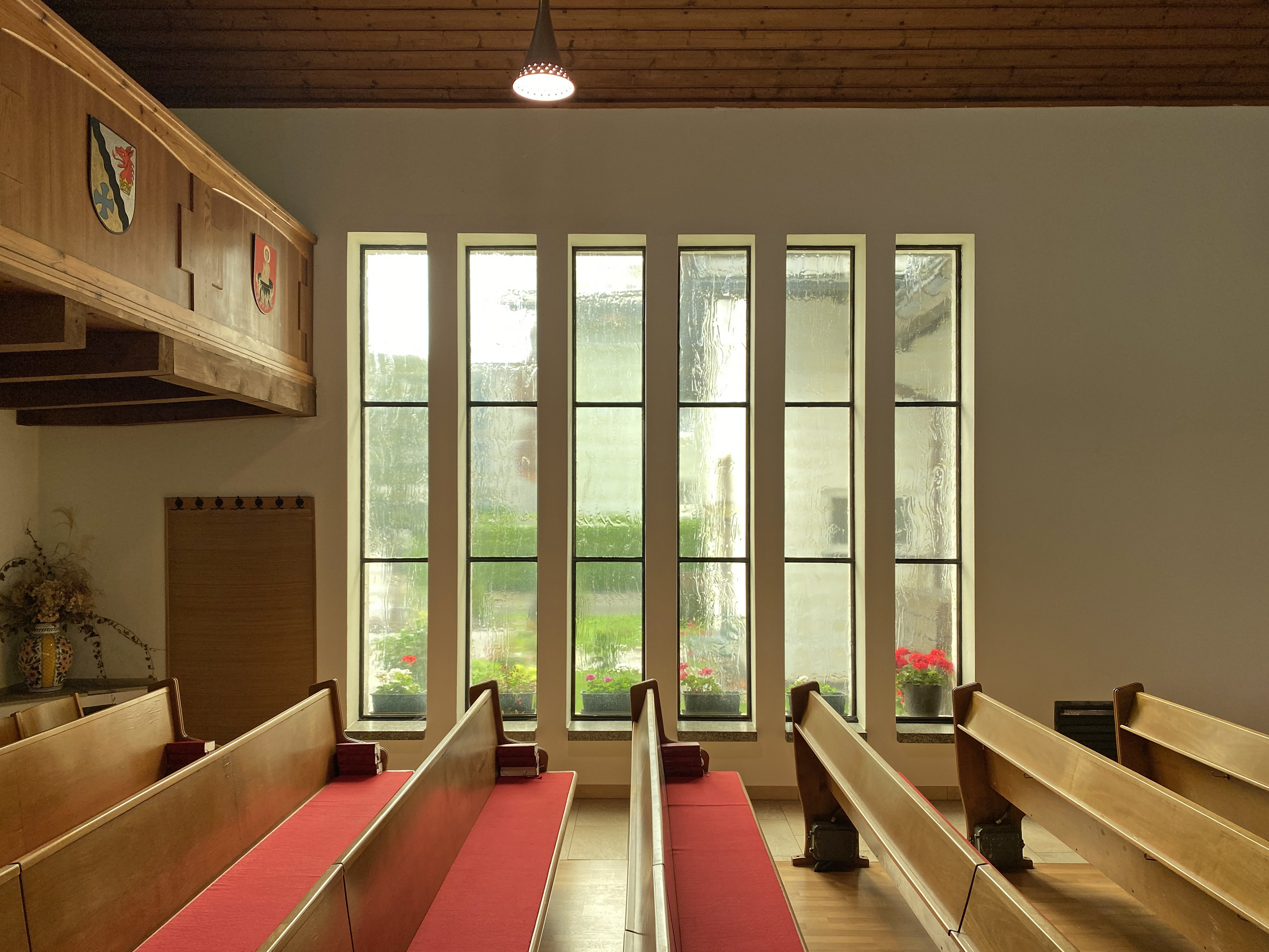
Linkes Seitenfenster